# Leucodon schweinfurthii
Leucodon schweinfurthii là một loài Rêu trong họ Leucodontaceae. Loài này được Müll. Hal. mô tả khoa học đầu tiên năm 1875.